# Synaemops notabilis
Synaemops notabilis là một loài nhện trong họ Thomisidae.
Loài này thuộc chi Synaemops. Synaemops notabilis được Cândido Firmino de Mello-Leitão miêu tả năm 1941.